# 瑶族度戒仪式
瑶族度戒仪式，是瑶族人生中最隆重的成人传统礼仪。它通过瑶族自古流传下来的传统方式对后人进行族史、族规、礼仪、戒律等方面的道德教育。
瑶族的度戒一般不对族外人开放，非瑶族不是很有机会见到瑶族举行的盛大度戒仪式。

## 选址
瑶族度戒是神秘的，首先需要对进行的地方进行选址。

## 准备
书表师要准备大量的表牒。
- 做花楼